# Јаја Кан
Ага Мухамед Јаја Кан (урд. آغا محمد یحیٰی خان, 4. фебруар 1917 − 10. август 1980) био је пакистански војни официр, који је служио као трећи председник Пакистана од 1969. до 1971. године. Такође је служио као врховни заповедник пакистанске војске од 1966. до 1971. године. Заједно с Тика Каном, сматра се за главног архитекту геноцида у Бангладешу  1971. године.

## Биографија
Рођен је 1917. године у породици кизилбашијског порекла. Његова породица вуче порекло од елитне класе ратника у служби иранског освајача Надир Шаха. Школовао се на Универзитету Панџаб у Лахору. Од 1939. је служио у Британској индијској војсци. Борио се у Другом светском рату на медитеранском попришту рата и промакнут је у мајора (обнашајући дужност потпуковника). Након стварања Пакистана 1947, напредовао је у пакистанској војсци. Током Другог индијско-пакистанског рата 1965, Кан је помогао у извршењу тајне инфилтрације у Кашмир под индијском управом. Након контроверзног именовања да преузме војно заповедништво 1966, Кан је наследио функцију председника од Ајуб Кана, који је поднео оставку у марту 1969. године.
Председнички мандат Јаја Кана обележио је ратно стање суспендовањем устава 1969. године. Након првих парламентарних избора 1970, блокирао је прелаз власти на победничког Шеика Муџибура Рахмана из Источног Пакистана. У марту 1971, Кан је наредио Операцију Рефлектор у покушају сузбијања бенгалског национализма. То је довело до ослободилачког рата Бангладеша истог месеца. Јаја Кан је био централна и одговорна личност у почињењу геноцида у Бангладешу, током којег је убијено од 300.000 до 3.000.000 Бенгалаца, а између 200.000 до 400.000 жена је силовано. У децембру 1971, Пакистан је извео превентивне нападе против индијске војске која је у рату била савезник Бангладеша, што је кулминисало почетком Трећег индијско-пакистанског рата. Ратови су резултовали предајом пакистанских оружаних снага у Источном Пакистану, а Источни Пакистан се одвојио као независна Република Бангладеш. Након предаје, Кан је дао оставку на војно заповедништво и пренио председништво на Зулфикара Али Бута. Кан је остао у кућном притвору до 1979. када га је пустио Фазле Хак. Кан је преминуо следеће године у Равалпиндију, а сахрањен је у Пешавару.
Канов кратки режим сматран је водећим узроком распада Пакистана. Негативно га гледају и у Бангладешу, јер га се сматра главним архитектом геноцида, али и у Пакистану због губитка територије Бангладеша.